# Christina Thorholm
Christina Thorholm (født 11. august 1964) er en dansk politiker, som er medlem af Folketinget for Radikale Venstre. Hun indtrådte i Folketinget den 31. august 2021 som afløser for Kristian Hegaard efter at han nedlagde sit mandat. I 2022 stillede hun op som folketingskandidat for Radikale Venstre i Hillerød og Gribskov valgkreds 
Hun er uddannet socialpædagog ved Hillerød Seminarium, hun har en HD i Udenrigshandel samt en HD i organisation og ledelse fra CBS.

## Politisk karriere
Thorholm har siden 2009 været medlem af kommunalbestyrelsen i Hillerød Kommune. Samme år blev hun valgt som formand for sundhedsudvalget. I 2013 blev Thorholm valgt som formand for social- og sundhedsudvalget. Senere i 2017 blev Thorholm valgt som formand for social-, sundhed- og ældreudvalget. 
Hun stillede op ved Folketingsvalget i 2019, hvor hun fik 1.524 stemmer. Dette var ikke nok til at blive valgt, men hun blev Radikale Venstres første stedfortræder i Nordsjællands Storkreds. Kristian Hegaard udtrådte pr. 30. august 2021 efter grænseoverskridende adfærd, hvorefter Thorholm overtog hans mandat i Folketinget pr. 31. august 2021. Siden da har Thorholm som MF. for Radikale Venstre besiddet social-, ældre-, familie-, kommunal- og indenrigsordførerskaberne. Fra 1. december 2021 til 1. februar 2022, besad Thorholm sundhedsordførerskabet og var med til at forhandle om coronarestriktionerne i epidemiudvalget.